# Tjårveluoppal
Tjårveluoppal är en sjö i Jokkmokks kommun i Lappland och ingår i Luleälvens huvudavrinningsområde. Sjön har en area på 0,564 kvadratkilometer och ligger 504 meter över havet. Tjårveluoppal ligger i Udtja Natura 2000-område. Sjön avvattnas av vattendraget Naustajåkkå (Tjavelekjåkkå).

## Delavrinningsområde
Tjårveluoppal ingår i det delavrinningsområde (737249-164490) som SMHI kallar för Utloppet av Tjårveluoppal. Medelhöjden är 513 meter över havet och ytan är 2,72 kvadratkilometer. Räknas de 4 avrinningsområdena uppströms in blir den ackumulerade arean 58,29 kvadratkilometer. Naustajåkkå (Tjavelekjåkkå) som avvattnar avrinningsområdet har biflödesordning 4, vilket innebär att vattnet flödar genom totalt 4 vattendrag innan det når havet efter 268 kilometer. Avrinningsområdet består mestadels av skog (32 procent) och sankmarker (48 procent). Avrinningsområdet har 0,57 kvadratkilometer vattenytor vilket ger det en sjöprocent på 20,8 procent.